# Giacomo Rolla
Giacomo Rolla (Genova, 26 gennaio 1888 – Genova, 13 marzo 1934) è stato un calciatore italiano, di ruolo portiere.

## Carriera
Cresciuto nel Genoa, spese l'intera carriera tra le file del sodalizio rossoblu, dapprima nella squadra riserve ed in seguito in prima squadra, dove esordì nel campionato 1910-1911, nella sconfitta esterna per sei a zero contro la Pro Vercelli del 30 aprile 1911.
Con il club rossoblu vinse uno scudetto nel 1915, benché gli venisse assegnato solo al termine del primo conflitto mondiale che aveva causato l'interruzione del campionato.
Durante la guerra combatté come bombardiere
Al termine delle ostilità Rolla è ancora tra le file del Genoa, dove chiuderà la carriera agonistica nel 1921.

## Palmarès

### Club

#### Competizioni nazionali
- Campionato italiano: 1

Genoa: 1914-1915